# José Gabriel Lemos Brito
José Gabriel Lemos Brito, mais conhecido como Lemos Brito (Salvador, 1886 — 1963), foi um "penitenciarista, político, jornalista, burocrata, dramaturgo, biógrafo, poeta, criminólogo, literato, além de tantas outras funções que eram características dos bacharéis formados no contexto da segunda metade do século XIX e início do século XX no Brasil".
Em sua homenagem foi nomeada a Penitenciária Lemos Brito, principal presídio da Bahia, em Salvador, originalmente chamada "Penitenciária José Gabriel Lemos Brito", sendo renomeada em 1939.

## Estudos e publicações
Notabilizou-se por sua obra sobre o sistema prisional brasileiro que conheceu ao percorrer o país durante seis meses em 1923, no governo de Arthur Bernardes, contando com o apoio do então ministro da justiça João Luiz Alves.
Brito então conheceu as principais principais prisões da maioria das capitais, elaborando então um relatório de três volumes no qual, em mais de mil páginas com fotografias para ilustrar, descreve a situação carcerária brasileira de então, apresentando seus principais problemas.
Junto a Aloysio de Carvalho, é considerado um precursor no Brasil dos estudos do direito na literatura.